# 东营区
东营区是山东省东营市下辖的一个市辖区。东营市的中心城区，全市政治、经济、文化中心。面积1155平方公里。

## 行政区划
东营区下辖6个街道办事处、4个镇：
文汇街道、黄河路街道、东城街道、辛店街道、胜利街道、胜园街道、牛庄镇、六户镇、史口镇和龙居镇。

## 教育
- 中国石油大学 (华东)。

- 优秀学子代表：

2004年山东省高考理科状元张瑞
2009年山东省高考理科状元隋雁云
2007年山东省高考文科状元闫聪（裸分）
2011年山东省高考文科状元张国承（裸分）

## 人口
根據第七次全国人口普查數據，截至2020年11月1日零時，東營區常住人口547643人。
2010年中国第六次人口普查时，东营区共有人口756676人。共有家庭257413户，平均每户2.65人。14岁以下的少年儿童共114718人，占总人口15.16%；15-64岁人口共585177人，占总人口77.33%；65岁及以上的老年人共56781人，占总人口的7.504%。男性共计384153人，占总人口50.76%；女性共计372523，占总人口49.23%。本地居住的人口中，拥有本地户籍的人口为488937人，占64.61%。